# Acre (rivier)
De Acre is een rivier in Zuid-Amerika die haar naam geeft aan de Braziliaanse deelstaat Acre. 
Ze ontspringt op de grens van Brazilië en Peru en heeft een lengte van 1190 km. Het eerste gedeelte van haar bovenloop vormt de grens tussen deze twee landen, terwijl de Boliviaans-Braziliaanse grens het tweede gedeelte hiervan volgt. Nabij de grensplaatsen Cobija (Bolivia) en Brasiléia (Brazilië) wijzigt de rivier haar loop van oostelijke naar noordoostelijke zin. Ze stroomt nu door het zuidoosten van Acre naar Rio Branco, de hoofdstad van deze staat. De Acre mondt uit in de rivier de Purus, nabij Boca do Acre (Portugees voor mond van de Acre) in de deelstaat Amazonas.